# Anna Anvegård
Anna Elin Astrid Anvegård est une footballeuse internationale suédoise née le 10 mai 1997. Actuellement au BK Häcken, elle évolue au poste de milieu de terrain.

## Carrière

### En club
Anna Anvegård se fait connaître durant l'année 2016 avec 30 buts et 14 passes décisives, alors qu'elle ne joue encore qu'en deuxième division, et reçoit plusieurs distinctions. Elle signe en 2017 pour le club de Växjö DFF; elle se fait encore remarquer pour ses nombreux buts. 
Le 10 juillet 2021, elle rejoint Everton.

### En sélection
Elle reçoit sa première sélection en équipe de Suède le 7 juin 2018, face à la Croatie (victoire 4-0). Elle marque son premier but le 11 novembre 2018, face à l'Angleterre (victoire 2-0).
Le 16 mai 2019, elle figure parmi la liste des 23 joueuses retenues au sein de l'équipe de Suède, afin de disputer la Coupe du monde 2019 organisée en France ; les Suédoises terminent troisièmes du tournoi.

## Palmarès

### En sélection
- Coupe du monde
  - Troisième en 2019

### Récompenses individuelles
- Surprise sportive de l'année 2016 de la radio P4[4].
- Joueuse du Småland 2016[5].